# Arinaga Kazuki
Arinaga Kazuki (有永一生 Arinaga, Kazuki, 3 tháng 3 năm 1989) là một cầu thủ bóng đá người Nhật Bản, thi đấu cho Nagano Parceiro ở vị trí hậu vệ.

## Sự nghiệp
Sau 4 năm tại Đại học Kanto Gakuin, anh gia nhập Nagano Parceiro vào tháng 1 năm 2011.

## Thống kê câu lạc bộ
Cập nhật đến ngày 23 tháng 2 năm 2018.
| Thành tích câu lạc bộ | Thành tích câu lạc bộ | Thành tích câu lạc bộ | Giải vô địch | Giải vô địch | Cúp                   | Cúp                   | Khác[1] | Khác[1]   | Tổng cộng | Tổng cộng |
| Mùa giải              | Câu lạc bộ            | Giải vô địch          | Số trận      | Bàn thắng    | Số trận               | Bàn thắng             | Số trận | Bàn thắng | Số trận   | Bàn thắng |
| Nhật Bản              | Nhật Bản              | Nhật Bản              | Giải vô địch | Giải vô địch | Cúp Hoàng đế Nhật Bản | Cúp Hoàng đế Nhật Bản | Khác    | Khác      | Tổng cộng | Tổng cộng |
| --------------------- | --------------------- | --------------------- | ------------ | ------------ | --------------------- | --------------------- | ------- | --------- | --------- | --------- |
| 2011                  | Nagano Parceiro       | JFL                   | 15           | 1            | –                     | –                     | –       | –         | 15        | 1         |
| 2012                  | Nagano Parceiro       | JFL                   | 11           | 1            | 1                     | 0                     | –       | –         | 12        | 1         |
| 2013                  | Nagano Parceiro       | JFL                   | 34           | 3            | 4                     | 2                     | –       | –         | 38        | 5         |
| 2014                  | Nagano Parceiro       | J3 League             | 32           | 2            | 1                     | 0                     | 2       | 0         | 35        | 2         |
| 2015                  | Nagano Parceiro       | J3 League             | 36           | 4            | 1                     | 0                     | –       | –         | 37        | 4         |
| 2016                  | Nagano Parceiro       | J3 League             | 28           | 1            | 3                     | 0                     | –       | –         | 31        | 1         |
| 2017                  | Nagano Parceiro       | 29                    | 5            | 4            | 0                     | –                     | –       | 33        | 5         |           |
| Tổng                  | Tổng                  | Tổng                  | 185          | 17           | 14                    | 2                     | 2       | 0         | 201       | 19        |

1 Bao gồm J2/J3 playoffs.